# Libeccio
Il libeccio è un vento che spira da Sud-ovest, anche detto garbino sul litorale delle regioni italiane di Veneto (Garbin), Emilia-Romagna (Garbén o Garbéin), Marche, Abruzzo, Molise e Puglia, o africo in ambito letterario, tanti sono i termini che vengono dati al vento che nella sua lunga corsa interessa tutto il bacino centro-occidentale del Mar Mediterraneo.

## Etimologia
Per il termine "libeccio" esistono due ipotesi di etimologia: o viene dal greco libykós, ossia "della Libia", oppure dall'arabo lebeǵ, che deriva del greco líps-libós, che significa "vento portatore di pioggia". Il termine regionale "garbino" viene dall'arabo gharbī, che significa "occidentale". Il termine "africo", usato solo in ambito letterario, deriva dal latino afrĭcus, che significa "africano", per la sua provenienza.

## Caratteristiche
Durante la stagione estiva, il vento di libeccio soffia generalmente come brezza di mare lungo le coste occidentali della penisola italiana e come brezza di terra lungo quelle orientali, in condizioni di stabilità atmosferica. Nell'Italia meridionale è conosciuto sia per il calore sia, soprattutto, per la sabbia del deserto del Sahara che porta con sé.
Nella stagione estiva e, in misura nettamente minore anche nelle altre stagioni, il vento può favonizzarsi lungo il versante adriatico e sullo Ionio, oltre che sulle coste orientali della Sardegna e su quelle settentrionali della Sicilia. Le configurazioni che innescano tali situazioni presentano strutture di alta pressione a sud e a est della penisola italiana e centri di bassa pressione in approfondimento a nord-ovest della penisola, con la conseguente risalita di aria calda da sud-ovest verso nord-est dal bordo orientale della depressione verso quello occidentale e settentrionale delle aree anticicloniche. Di questo tipo fu la configurazione del 24 luglio 2007 con temperature record sul medio-basso Adriatico e sullo Ionio, che favorirono un devastante incendio sulla penisola garganica, dove persero la vita tre persone.
Il vento di libeccio soffia anche durante il passaggio dei fronti perturbati atlantici in movimento da ovest verso est, assumendo in questo caso caratteristiche di vento umido portatore di pioggia.